# بينايلوبا
بلدية بني لُوبَة أو (نقحرة: بينايلوبا) (بالإسبانية: Benilloba)‏, هي بلدية تقع في مقاطعة لقنت. جنوب شرق إسبانيا. يبلغ عدد سكانها 847 نسمة.